# Городские и сельские поселения Чувашии
Городские и сельские поселения — административно-территориальные единицы районов Чувашской Республики, а также бывшие муниципальные образования муниципальных районов, существовавшие до 2022 года.

## Описание
Согласно Закону об административно-территориальном устройстве:
- городское поселение — один или несколько объединённых общей территорией населённых пунктов, которые исходя из социально-экономического и культурно-исторического значения наделены в установленном порядке статусом городского поселения;
- сельское поселение — один или несколько объединённых общей территорией населённых пунктов, расположенных в сельской местности.

## История
Законом от 18 октября 1991 года были установлены особенности местного самоуправления в Чувашской ССР.
Законом от 16 марта 1996 года № 3 были образованы городские и сельские поселения как муниципальные образования, муниципальными образовались также поселения, объединённые общей территорией, и части поселений.
Законом от 19 декабря 1997 года № 28 было определено административно-территориальное устройство республики, в соответствии с которым сельскими поселениями назывались сельские населённые пункты (населённые пункты, расположенные в сельской местности), не отнесённые к категории городских поселений, а сельсоветами их объединения с прилегающими к ним землями вокруг одного поселения — административного центра; территорию сельсовета могло составлять и одно сельское поселение.
Законом от 24 ноября 2004 года № 37 были образованы муниципальные образования — городские округа, муниципальные районы и в составе районов городские и сельские поселения, упразднены сельсоветы и поссоветы как административно-территориальные единицы (в оригинале определение поссовета отсутствовало). 3 посёлка городского типа вошли в городские поселения, два в сельские.
Поправками от 29 ноября 2005 года были образованы городские и сельские поселения как административно-территориальные единицы, а посёлки городского типа опредены как сельские населённые пункты.
В 2021 году были упразднены как муниципальные образования сельские поселения Красноармейского и Шумерлинского районов, а в 2022 остальные городские и сельские поселения, муниципальные районы были преобразованы в муниципальные округа, при этом в законах было прописано, что городские и сельские поселения сохранены в качестве объектов административно-территориального устройства.
Законом от 22 апреля 2023 года № 28 был утверждён Реестр административно-территориальных единиц, в котором учитываются в том числе городские и сельские поселения.

## Список поселений
291 поселение:
- 7 городских —
  - 4 с административными центрами в городах (выделены оранжевым цветом),
  - 3 с административными центрами в посёлках городского типа (выделены серым цветом);
- 284 сельских, в том числе
  - 2 с административными центрами в посёлках городского типа.

| №   | Поселение             | Статус    | Район               |
| --- | --------------------- | --------- | ------------------- |
| 1   | Абашевское            | сельское  | Чебоксарский        |
| 2   | Азимсирминское        | сельское  | Вурнарский          |
| 3   | Айбечское             | сельское  | Ибресинский         |
| 4   | Аксаринское           | сельское  | Мариинско-Посадский |
| 5   | Акулевское            | сельское  | Чебоксарский        |
| 6   | Акчикасинское         | сельское  | Красночетайский     |
| 7   | Алгазинское           | сельское  | Вурнарский          |
| 8   | Алдиаровское          | сельское  | Янтиковский         |
| 9   | Александровское       | сельское  | Комсомольский       |
| 10  | Александровское       | сельское  | Моргаушский         |
| 11  | Аликовское            | сельское  | Аликовский          |
| 12  | Алманчиковское        | сельское  | Батыревский         |
| 13  | Алманчинское          | сельское  | Красноармейский     |
| 14  | Алтышевское           | сельское  | Алатырский          |
| 15  | Альбусь-Сюрбеевское   | сельское  | Комсомольский       |
| 16  | Анастасовское         | сельское  | Порецкий            |
| 17  | Андреево-Базарское    | сельское  | Козловский          |
| 18  | Андреевское           | сельское  | Ибресинский         |
| 19  | Апнерское             | сельское  | Вурнарский          |
| 20  | Арабосинское          | сельское  | Урмарский           |
| 21  | Асановское            | сельское  | Комсомольский       |
| 22  | Асхвинское            | сельское  | Канашский           |
| 23  | Атлашевское           | сельское  | Чебоксарский        |
| 24  | Атнарское             | сельское  | Красночетайский     |
| 25  | Атнашевское           | сельское  | Канашский           |
| 26  | Атратское             | сельское  | Алатырский          |
| 27  | Аттиковское           | сельское  | Козловский          |
| 28  | Ахматовское           | сельское  | Алатырский          |
| 29  | Ачакасинское          | сельское  | Канашский           |
| 30  | Байгильдинское        | сельское  | Канашский           |
| 31  | Байгуловское          | сельское  | Козловский          |
| 32  | Балабаш-Баишевское    | сельское  | Батыревский         |
| 33  | Батыревское           | сельское  | Батыревский         |
| 34  | Бахтигильдинское      | сельское  | Батыревский         |
| 35  | Берёзовское           | сельское  | Ибресинский         |
| 36  | Бикшикское            | сельское  | Батыревский         |
| 37  | Бичурга-Баишевское    | сельское  | Шемуршинский        |
| 38  | Бичуринское           | сельское  | Мариинско-Посадский |
| 39  | Бишевское             | сельское  | Урмарский           |
| 40  | Богатырёвское         | сельское  | Цивильский          |
| 41  | Большеабакасинское    | сельское  | Ибресинский         |
| 42  | Большеалгашинское     | сельское  | Шумерлинский        |
| 43  | Большеатменское       | сельское  | Красночетайский     |
| 44  | Большебуяновское      | сельское  | Шемуршинский        |
| 45  | Большевыльское        | сельское  | Аликовский          |
| 46  | Большекатрасьское     | сельское  | Чебоксарский        |
| 47  | Большесундырское      | сельское  | Моргаушский         |
| 48  | Большесундырское      | сельское  | Ядринский           |
| 49  | Большетаябинское      | сельское  | Яльчикский          |
| 50  | Большеторханское      | сельское  | Вурнарский          |
| 51  | Большечакинское       | сельское  | Урмарский           |
| 52  | Большечеменевское     | сельское  | Батыревский         |
| 53  | Большечурашевское     | сельское  | Ядринский           |
| 54  | Большешатьминское     | сельское  | Красноармейский     |
| 55  | Большешемердянское    | сельское  | Ядринский           |
| 56  | Большешигаевское      | сельское  | Мариинско-Посадский |
| 57  | Большеяльчикское      | сельское  | Яльчикский          |
| 58  | Большеяниковское      | сельское  | Урмарский           |
| 59  | Большеяушское         | сельское  | Вурнарский          |
| 60  | Буинское              | сельское  | Ибресинский         |
| 61  | Булдеевское           | сельское  | Цивильский          |
| 62  | Буртасинское          | сельское  | Вурнарский          |
| 63  | Восходское            | сельское  | Алатырский          |
| 64  | Второвурманкасинское  | сельское  | Цивильский          |
| 65  | Вурман-Сюктерское     | сельское  | Чебоксарский        |
| 66  | Вурманкасинское       | сельское  | Вурнарский          |
| 67  | Вурнарское            | городское | Вурнарский          |
| 68  | Вутабосинское         | сельское  | Канашский           |
| 69  | Долгоостровское       | сельское  | Батыревский         |
| 70  | Егоркинское           | сельское  | Шумерлинский        |
| 71  | Емёткинское           | сельское  | Козловский          |
| 72  | Ермошкинское          | сельское  | Вурнарский          |
| 73  | Ершипосинское         | сельское  | Вурнарский          |
| 74  | Ефремкасинское        | сельское  | Аликовский          |
| 75  | Ибресинское           | городское | Ибресинский         |
| 76  | Иваньково-Ленинское   | сельское  | Алатырский          |
| 77  | Иваньковское          | сельское  | Ядринский           |
| 78  | Игорварское           | сельское  | Цивильский          |
| 79  | Илгышевское           | сельское  | Аликовский          |
| 80  | Ильинское             | сельское  | Моргаушский         |
| 81  | Индырчское            | сельское  | Янтиковский         |
| 82  | Исаковское            | сельское  | Красноармейский     |
| 83  | Испуханское           | сельское  | Красночетайский     |
| 84  | Ишакское              | сельское  | Чебоксарский        |
| 85  | Ишлейское             | сельское  | Чебоксарский        |
| 86  | Кадикасинское         | сельское  | Моргаушский         |
| 87  | Кайнлыкское           | сельское  | Комсомольский       |
| 88  | Калининское           | сельское  | Вурнарский          |
| 89  | Карабай-Шемуршинское  | сельское  | Шемуршинский        |
| 90  | Карабашское           | сельское  | Мариинско-Посадский |
| 91  | Караевское            | сельское  | Красноармейский     |
| 92  | Караклинское          | сельское  | Канашский           |
| 93  | Карамышевское         | сельское  | Козловский          |
| 94  | Карачевское           | сельское  | Козловский          |
| 95  | Кзыл-Чишминское       | сельское  | Батыревский         |
| 96  | Кильдишевское         | сельское  | Ядринский           |
| 97  | Кильдюшевское         | сельское  | Яльчикский          |
| 98  | Кировское             | сельское  | Ибресинский         |
| 99  | Кирское               | сельское  | Алатырский          |
| 100 | Климовское            | сельское  | Ибресинский         |
| 101 | Ковалинское           | сельское  | Урмарский           |
| 102 | Козловское            | городское | Козловский          |
| 103 | Козловское            | сельское  | Порецкий            |
| 104 | Кольцовское           | сельское  | Вурнарский          |
| 105 | Комсомольское         | сельское  | Комсомольский       |
| 106 | Конарское             | сельское  | Цивильский          |
| 107 | Кошноруйское          | сельское  | Канашский           |
| 108 | Красноармейское       | сельское  | Красноармейский     |
| 109 | Краснооктябрьское     | сельское  | Шумерлинский        |
| 110 | Красночетайское       | сельское  | Красночетайский     |
| 111 | Крымзарайкинское      | сельское  | Аликовский          |
| 112 | Кувакинское           | сельское  | Алатырский          |
| 113 | Кугеевское            | сельское  | Мариинско-Посадский |
| 114 | Кугесьское            | сельское  | Чебоксарский        |
| 115 | Кудеихинское          | сельское  | Порецкий            |
| 116 | Кудеснерское          | сельское  | Урмарский           |
| 117 | Кукшумское            | сельское  | Ядринский           |
| 118 | Кульгешское           | сельское  | Урмарский           |
| 119 | Кшаушское             | сельское  | Чебоксарский        |
| 120 | Лапсарское            | сельское  | Чебоксарский        |
| 121 | Лащ-Таябинское        | сельское  | Яльчикский          |
| 122 | Магаринское           | сельское  | Шумерлинский        |
| 123 | Малобикшихское        | сельское  | Канашский           |
| 124 | Малобуяновское        | сельское  | Шемуршинский        |
| 125 | Малокарачкинское      | сельское  | Ядринский           |
| 126 | Малокармалинское      | сельское  | Ибресинский         |
| 127 | Малокибечское         | сельское  | Канашский           |
| 128 | Малотаябинское        | сельское  | Яльчикский          |
| 129 | Малоянгорчинское      | сельское  | Цивильский          |
| 130 | Малояушское           | сельское  | Вурнарский          |
| 131 | Мариинско-Посадское   | городское | Мариинско-Посадский |
| 132 | Медикасинское         | сельское  | Цивильский          |
| 133 | Междуреченское        | сельское  | Алатырский          |
| 134 | Мирёнское             | сельское  | Алатырский          |
| 135 | Михайловское          | сельское  | Цивильский          |
| 136 | Мишуковское           | сельское  | Порецкий            |
| 137 | Можарское             | сельское  | Янтиковский         |
| 138 | Моргаушское           | сельское  | Моргаушский         |
| 139 | Москакасинское        | сельское  | Моргаушский         |
| 140 | Мочарское             | сельское  | Ядринский           |
| 141 | Мусирминское          | сельское  | Урмарский           |
| 142 | Напольновское         | сельское  | Порецкий            |
| 143 | Нижнекумашкинское     | сельское  | Шумерлинский        |
| 144 | Николаевское          | сельское  | Ядринский           |
| 145 | Никулинское           | сельское  | Порецкий            |
| 146 | Новоайбесинское       | сельское  | Алатырский          |
| 147 | Новоахпердинское      | сельское  | Батыревский         |
| 148 | Новобуяновское        | сельское  | Янтиковский         |
| 149 | Новоурюмовское        | сельское  | Канашский           |
| 150 | Новочелкасинское      | сельское  | Канашский           |
| 151 | Новочелны-Сюрбеевское | сельское  | Комсомольский       |
| 152 | Новочурашевское       | сельское  | Ибресинский         |
| 153 | Новошимкусское        | сельское  | Яльчикский          |
| 154 | Норваш-Шигалинское    | сельское  | Батыревский         |
| 155 | Ойкас-Кибекское       | сельское  | Вурнарский          |
| 156 | Октябрьское           | сельское  | Алатырский          |
| 157 | Октябрьское           | сельское  | Мариинско-Посадский |
| 158 | Октябрьское           | сельское  | Порецкий            |
| 159 | Опытное               | сельское  | Цивильский          |
| 160 | Орининское            | сельское  | Моргаушский         |
| 161 | Пандиковское          | сельское  | Красночетайский     |
| 162 | Первомайское          | сельское  | Алатырский          |
| 163 | Первомайское          | сельское  | Батыревский         |
| 164 | Первостепановское     | сельское  | Цивильский          |
| 165 | Первочурашевское      | сельское  | Мариинско-Посадский |
| 166 | Персирланское         | сельское  | Ядринский           |
| 167 | Пикшикское            | сельское  | Красноармейский     |
| 168 | Питеркинское          | сельское  | Красночетайский     |
| 169 | Питишевское           | сельское  | Аликовский          |
| 170 | Поваркасинское        | сельское  | Цивильский          |
| 171 | Полевосундырское      | сельское  | Комсомольский       |
| 172 | Порецкое              | сельское  | Порецкий            |
| 173 | Приволжское           | сельское  | Мариинско-Посадский |
| 174 | Раскильдинское        | сельское  | Аликовский          |
| 175 | Русско-Алгашинское    | сельское  | Шумерлинский        |
| 176 | Рындинское            | сельское  | Порецкий            |
| 177 | Рындинское            | сельское  | Цивильский          |
| 178 | Сабанчинское          | сельское  | Яльчикский          |
| 179 | Санарпосинское        | сельское  | Вурнарский          |
| 180 | Сарабакасинское       | сельское  | Чебоксарский        |
| 181 | Семёновское           | сельское  | Порецкий            |
| 182 | Сеспельское           | сельское  | Канашский           |
| 183 | Сигачинское           | сельское  | Батыревский         |
| 184 | Синьял-Покровское     | сельское  | Чебоксарский        |
| 185 | Синьяльское           | сельское  | Чебоксарский        |
| 186 | Сирмапосинское        | сельское  | Чебоксарский        |
| 187 | Сиявское              | сельское  | Порецкий            |
| 188 | Советское             | сельское  | Ядринский           |
| 189 | Сойгинское            | сельское  | Алатырский          |
| 190 | Солдыбаевское         | сельское  | Козловский          |
| 191 | Среднекибечское       | сельское  | Канашский           |
| 192 | Староайбесинское      | сельское  | Алатырский          |
| 193 | Староатайское         | сельское  | Красночетайский     |
| 194 | Старотиньгешское      | сельское  | Ядринский           |
| 195 | Староурмарское        | сельское  | Урмарский           |
| 196 | Старочукальское       | сельское  | Шемуршинский        |
| 197 | Стемасское            | сельское  | Алатырский          |
| 198 | Стрелецкое            | сельское  | Ядринский           |
| 199 | Сугайкасинское        | сельское  | Канашский           |
| 200 | Сугутское             | сельское  | Батыревский         |
| 201 | Сутчевское            | сельское  | Мариинско-Посадский |
| 202 | Сыресинское           | сельское  | Порецкий            |
| 203 | Сюрбей-Токаевское     | сельское  | Комсомольский       |
| 204 | Сявалкасинское        | сельское  | Вурнарский          |
| 205 | Сятракасинское        | сельское  | Моргаушский         |
| 206 | Тарханское            | сельское  | Батыревский         |
| 207 | Татарско-Сугутское    | сельское  | Батыревский         |
| 208 | Таутовское            | сельское  | Аликовский          |
| 209 | Таушкасинское         | сельское  | Цивильский          |
| 210 | Тегешевское           | сельское  | Урмарский           |
| 211 | Тенеевское            | сельское  | Аликовский          |
| 212 | Тобурдановское        | сельское  | Канашский           |
| 213 | Тойсинское            | сельское  | Батыревский         |
| 214 | Тораевское            | сельское  | Моргаушский         |
| 215 | Торханское            | сельское  | Шумерлинский        |
| 216 | Трёхбалтаевское       | сельское  | Шемуршинский        |
| 217 | Туванское             | сельское  | Шумерлинский        |
| 218 | Тувсинское            | сельское  | Цивильский          |
| 219 | Тугаевское            | сельское  | Комсомольский       |
| 220 | Турмышское            | сельское  | Янтиковский         |
| 221 | Туруновское           | сельское  | Батыревский         |
| 222 | Тюмеревское           | сельское  | Янтиковский         |
| 223 | Тюрлеминское          | сельское  | Козловский          |
| 224 | Убеевское             | сельское  | Красноармейский     |
| 225 | Урмаевское            | сельское  | Комсомольский       |
| 226 | Урмарское             | городское | Урмарский           |
| 227 | Ухманское             | сельское  | Канашский           |
| 228 | Хирпосинское          | сельское  | Вурнарский          |
| 229 | Ходарское             | сельское  | Шумерлинский        |
| 230 | Хозанкинское          | сельское  | Красночетайский     |
| 231 | Хормалинское          | сельское  | Ибресинский         |
| 232 | Хорнойское            | сельское  | Моргаушский         |
| 233 | Хочашевское           | сельское  | Ядринский           |
| 234 | Хучельское            | сельское  | Канашский           |
| 235 | Цивильское            | городское | Цивильский          |
| 236 | Чагасьское            | сельское  | Канашский           |
| 237 | Чадукасинское         | сельское  | Красноармейский     |
| 238 | Чебаковское           | сельское  | Ядринский           |
| 239 | Челкасинское          | сельское  | Урмарский           |
| 240 | Чепкас-Никольское     | сельское  | Шемуршинский        |
| 241 | Чиричкасинское        | сельское  | Цивильский          |
| 242 | Чиршкасинское         | сельское  | Чебоксарский        |
| 243 | Чичканское            | сельское  | Комсомольский       |
| 244 | Чубаевское            | сельское  | Урмарский           |
| 245 | Чуварлейское          | сельское  | Алатырский          |
| 246 | Чувашско-Сорминское   | сельское  | Аликовский          |
| 247 | Чувашско-Тимяшское    | сельское  | Ибресинский         |
| 248 | Чукальское            | сельское  | Шемуршинский        |
| 249 | Чуманкасинское        | сельское  | Моргаушский         |
| 250 | Чурачикское           | сельское  | Цивильский          |
| 251 | Чутеевское            | сельское  | Янтиковский         |
| 252 | Шаймурзинское         | сельское  | Батыревский         |
| 253 | Шакуловское           | сельское  | Канашский           |
| 254 | Шальтямское           | сельское  | Канашский           |
| 255 | Шатьмапосинское       | сельское  | Моргаушский         |
| 256 | Шемуршинское          | сельское  | Шемуршинский        |
| 257 | Шераутское            | сельское  | Комсомольский       |
| 258 | Шибылгинское          | сельское  | Канашский           |
| 259 | Шигалинское           | сельское  | Урмарский           |
| 260 | Шимкусское            | сельское  | Янтиковский         |
| 261 | Шинерпосинское        | сельское  | Чебоксарский        |
| 262 | Шинерское             | сельское  | Вурнарский          |
| 263 | Ширтанское            | сельское  | Ибресинский         |
| 264 | Шихабыловское         | сельское  | Урмарский           |
| 265 | Шихазанское           | сельское  | Канашский           |
| 266 | Шоркистринское        | сельское  | Урмарский           |
| 267 | Шоршелское            | сельское  | Мариинско-Посадский |
| 268 | Штанашское            | сельское  | Красночетайский     |
| 269 | Шумерлинское          | сельское  | Шумерлинский        |
| 270 | Шумшевашское          | сельское  | Аликовский          |
| 271 | Шыгырданское          | сельское  | Батыревский         |
| 272 | Эльбарусовское        | сельское  | Мариинско-Посадский |
| 273 | Ювановское            | сельское  | Ядринский           |
| 274 | Юманайское            | сельское  | Шумерлинский        |
| 275 | Юнгинское             | сельское  | Моргаушский         |
| 276 | Юськакасинское        | сельское  | Моргаушский         |
| 277 | Ядринское             | городское | Ядринский           |
| 278 | Ядринское             | сельское  | Ядринский           |
| 279 | Яльчикское            | сельское  | Яльчикский          |
| 280 | Ямашевское            | сельское  | Канашский           |
| 281 | Янгильдинское         | сельское  | Козловский          |
| 282 | Янгличское            | сельское  | Канашский           |
| 283 | Янгорчинское          | сельское  | Вурнарский          |
| 284 | Яндобинское           | сельское  | Аликовский          |
| 285 | Янтиковское           | сельское  | Яльчикский          |
| 286 | Янтиковское           | сельское  | Янтиковский         |
| 287 | Яншихово-Норвашское   | сельское  | Янтиковский         |
| 288 | Яншихово-Челлинское   | сельское  | Красноармейский     |
| 289 | Янышское              | сельское  | Чебоксарский        |
| 290 | Ярабайкасинское       | сельское  | Моргаушский         |
| 291 | Ярославское           | сельское  | Моргаушский         |